# Ezio (eunuco)
Ezio (in greco antico: Ἀέτιος?, Aétios; VIII secolo – IX secolo) è stato un eunuco bizantino, uno dei più influenti consiglieri dell'imperatrice Irene d'Atene.
Dopo che Irene assunse il potere assoluto su Bisanzio, nacque una rivalità fra Ezio e Stauracio, l'eunuco primo ministro di Irene. Dopo la morte di Stauracio, Ezio divenne di fatto il primo ministro. Complottò per far salire al trono suo fratello Leone, ma perse potere a seguito della deposizione di Irene nell'802, da parte di Niceforo I il Logoteta.

## Biografia

### Primi anni e rivalità con Stauracio

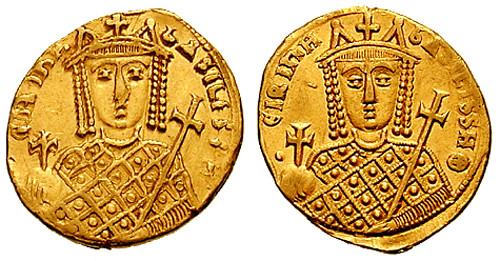
Solido d'oro dell'imperatrice Irene durante il suo regno assoluto (r. 797–802)

La prima apparizione di Ezio avviene nel 790, quando era un protospatharios e confidente di Irene, allora imperatrice madre bizantina e reggente del suo giovane figlio, l'imperatore Costantino VI. Nell'autunno di quell'anno, Irene cercò di emarginare il figlio e assumere da sola il potere nell'Impero Bizantino. Questo, però, causò un ammutinamento dell'esercito in favore del giovane imperatore. Costantino venne installato come unico governante e Irene confinata in un palazzo di Costantinopoli, e i suoi eunuchi protetti, tra cui Ezio, vennero esiliati.
Ezio venne restituito alla sua posizione, assieme agli altri eunuchi, quando Irene tornò al potere come co-regnate nel 792. Nell'agosto del 797, Irene con il suo potente primo ministro eunuco Stauracio riuscì a rovesciare e accecare (e forse anche uccidere) Costantino, assumendo così il governo dello Stato. Tuttavia, gli zii dell'imperatore deposto, i superstiti figli più giovani dell'imperatore Costantino V, che in passato erano stati coinvolti in complotti contro Irene, erano ancora una potenziale minaccia. Essi vennero persuasi da simpatizzanti a cercare rifugio nella cattedrale di Santa Sofia, dove speravano che la popolazione della capitale avrebbe potuto radunarsi e dichiarare uno di loro come imperatore. Ma tale sostegno non si materializzò; invece, Ezio riuscì ad ottenere la loro resa, ed essi furono esiliati nella città natale di Irene, ad Atene.
Irene ora divideva i suoi favori tra Stauracio, il suo antico primo ministro, e Ezio. Ciò diede inizio ad un periodo di intensa rivalità tra i due e i rispettivi sostenitori, mentre brigavano per posizionare i loro parenti in posizioni di potere, in modo da garantire il controllo dell'Impero Bizantino, dopo l'eventuale morte di Irene. Questa rivalità emerse nel 797/798 e si intensificò nel maggio del 799, quando Irene si ammalò gravemente. Ezio, che aveva ottenuto l'appoggio di Niceta Trifillio, il comandante della guardia imperiale, accusò Stauracio di aver complottato per usurpare il trono. Irene convocò un consiglio al Palazzo della Hieria dove redarguì severamente il suo ministro preferito, ma Stauracio con una scusa riuscì a fuggire.
Stauracio cominciò a distribuire tangenti tra gli uomini e gli ufficiali inferiori dei reggimenti, cercando di ottenere il loro sostegno per un eventuale colpo di Stato. Ezio intervenne su Irene, che nel febbraio del 800 vietò a tutti i militari di avere contatti con Stauracio. Assieme alla nomina di Ezio alla potente carica di stratega di Anatolikon, questo ripristinò un equilibrio precario tra i due contendenti. Poco dopo, Stauracio si ammalò gravemente, ma continuò a complottare contro Ezio, istigando una rivolta contro di lui in Cappadocia prima di morire nel mese di giugno dell'800.

### Supremazia e caduta di Ezio
La rivolta fu rapidamente e brutalmente stroncata, e con la morte del suo rivale, Ezio aveva raggiunto il dominio assoluto nella corte dell'imperatrice Irene. Egli probabilmente succedette a Stauracio come primo ministro, pur mantenendo il controllo degli anatolici e aggiungendo al suo comando il thema di Opsikion. Ottenne una vittoria, nell'800, contro gli arabi, a cui seguì, però, una sconfitta nell'801. Nel 801/802, Ezio nominò suo fratello Leone come monostrategos dei thema di Tracia e Macedonia. Controllare quindi gli eserciti più vicini a Costantinopoli, che comprendevano circa un terzo di tutte le forze militari dell'Impero Bizantino, era una buona posizione per poter far aspirare Leone a diventare imperatore. Nelle parole del cronista Teofane Confessore, Ezio "governava in favore di Irene mentre stava tentando di usurpare il potere per conto di suo fratello". Di conseguenza, nell'802, Ezio fu determinante nel rifiuto di un'offerta di matrimonio che Carlo Magno aveva fatto ad Irene e che questa aveva apparentemente preso in seria considerazione.
I piani di Ezio per l'elevazione del fratello vacillarono per l'opposizione degli altri cortigiani, che mal sopportavano la sua influenza e il modo offensivo con cui li trattava. Primo fra tutti Niceforo, ministro delle finanze di Irene, ma anche Niceta Trifillio, ex alleato di Ezio e Leo Sarantapecho, un parente dell'imperatrice bizantina. Temendo un colpo di Stato imminente da parte di Ezio, i cospiratori, la mattina del 31 ottobre 802, entrarono nel Gran Palazzo di Costantinopoli e acclamarono imperatore Niceforo. Irene fu deposta e le fu consentito di ritirarsi in un convento. Tuttavia, dato che l'imperatrice era particolarmente amata dal popolo per via della sua politica di riduzione della pressione fiscale, fu esiliata sull'isola di Lesbo, dove morì sola e in povertà.
Non è noto ciò che accadde ad Ezio dopo questo evento. Probabilmente perse potere nei confronti di Niceforo, ma potrebbe essere stato quel patrikios Ezio che venne ucciso, assieme a Niceforo stesso, nella Battaglia di Pliska contro i bulgari il 26 luglio 811.